# Francouzská vojenská mise v Československu

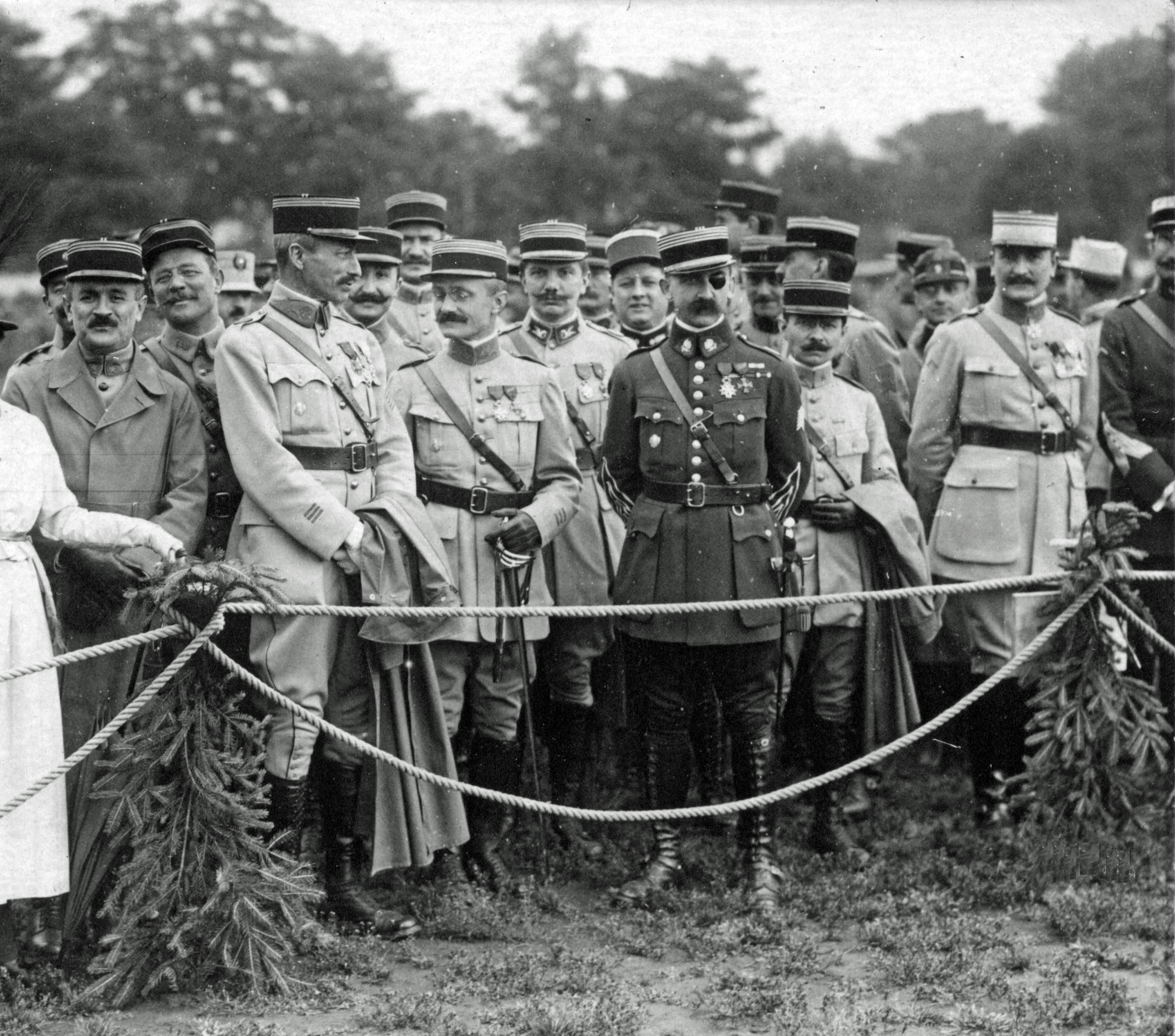
Členové Francouzské vojenské mise v Praze roku 1920

Francouzská vojenská mise v Československu, která byla zřízena v Praze 13. února 1919, sehrála významnou roli při formování nové Československé armády z hlediska strategických cílů, velitelské struktury a rozvoje vojenských vzdělávacích institucí.

## Pozadí
Za 1. světové války bojovali po boku Dohody i českoslovenští vojáci z československých legií. Mimo jiné byly používány na západní frontě, tam naposledy jako autonomní jednotky v rámci francouzské armády, což bylo zaznamenáno ve výnosu francouzské vlády za premiéra Georgese Clemenceaua ze 16. prosince 1917. Toto uznání jako samostatné armády, která byla považována za spojeneckou armádu, sahá až k úsilí Československé národní rady v Paříži, která od roku 1916 organizovala nábor vojáků do legií. Národní rada, jejímiž zástupci byli Tomáš Garrigue Masaryk, Edvard Beneš a Milan Rastislav Štefánik (tehdejší generál francouzské armády), byla uznána 29. června 1918 nejprve Francií a později dalšími mocnostmi. Již 14. října, tedy před vznikem Československa dne 28. října 1918, se Národní rada transformovala v tzv. Prozatímní česko-slovenskou vládu. Ta byla okamžitě mezinárodně uznána jako úřadující československá exilová vláda a 14. listopadu 1918 nahrazena první řádnou vládou Karla Kramáře, kde byl Štefánik prvním ministrem vojenství.

## Historie
Po svém založení v roce 1918 považovalo Československo na základě předchozích pozitivních zkušeností za svého nejdůležitějšího spojence Francii. Na druhou stranu sehrála důležitou roli i ve francouzském aliančním plánování díky své strategické poloze – ovšem pouze v případě, že by byla vojensky na vysoké úrovni. I nová československá vláda chtěla tento problém vyřešit a koncem roku 1918 se obrátila na francouzskou vládu o pomoc při budování armády. To také odpovídalo záměrům Francie. Maršál Ferdinand Foch, na konci války vrchní velitel spojeneckých armád, převzal odpovědnost za československou armádu a trval na co nejrychlejším zřízení nových bojeschopných divizí, které by bylo možné v případě potřeby použít proti Německu.
Po uzavření příslušných smluv mezi Francií a Československem v lednu 1919 dorazila v únoru 1919 do Prahy francouzská vojenská mise, která měla tyto cíle zajistit. Její úkoly spočívaly ve zřízení fungujícího ministerstva obrany, vybudování Generálního štábu a také zřízení vojenských výcvikových středisek na všech úrovních. Mise měla na československou armádu velký vliv, protože příslušný velitel mise byl i náčelníkem generálního štábu Československé armády. To přineslo misi velké uznání, když první velitel Maurice Pellé na jaře 1919 v konfliktu s Maďarskem úspěšně bránil celistvost nového státu.

Maurice Pellé s ministrem národní obrany Václavem Klofáčem

Již v první fázi činnosti mise byly položeny důležité základní kameny budoucí armády. Ministerstvo obrany bylo úspěšně reorganizováno již v roce 1919, přičemž součástí ministerstva se staly i některé útvary mise. Generál Pellé měl také velký vliv na vládní návrh vojenského zákona, který byl přijat v březnu 1920. Od července 1919 byl armádní generální štáb schopen normálně pracovat. Štáb mise vypracoval studie a významně ovlivnil první operační plán generálního štábu z května 1919 a zejména studie o válčení s Německem, Maďarskem a Polskem na konci roku 1920.
Mise se rovněž podílela na zřizování vojenských výcvikových zařízení. Důležité v tomto ohledu bylo založení Vysoké školy válečné 1. listopadu 1919 v Praze a její další fungování, jejíž struktura vycházela z francouzské École supérieure de guerre v Paříži. Posláním byly ovlivněny i vzdělávací instituce střední a nižší úrovně. 
Dne 1. ledna 1926 vydal prezident Masaryk dekret, že francouzská mise má mít čistě poradní roli. Vyšší velitelská místa v generálním štábu převzali českoslovenští důstojníci: prvním československým náčelníkem generálního štábu se stal generál Jan Syrový, který již v roce 1924 převzal nově vytvořený post zástupce náčelníka generálního štábu. Nicméně francouzští důstojníci zůstali aktivní v různých funkcích až do roku 1938.
Spolupráce mezi oběma spojenci byla podtržena spojeneckou smlouvou podepsanou mezi Francií a Československem 25. ledna 1924.

## Kritika
Mise byla kritizována některými důstojníky. Důvodem byla neschopnost zajistit důstojníkům výstroj, zastaralé válečné metody a neúměrně vysoké platy francouzských generálů (byly na podobné úrovni jako prezidentský plat). Významným kritikem byl zemský velitel pro Moravu a Slezsko generál Alois Podhajský.

## Personál mise

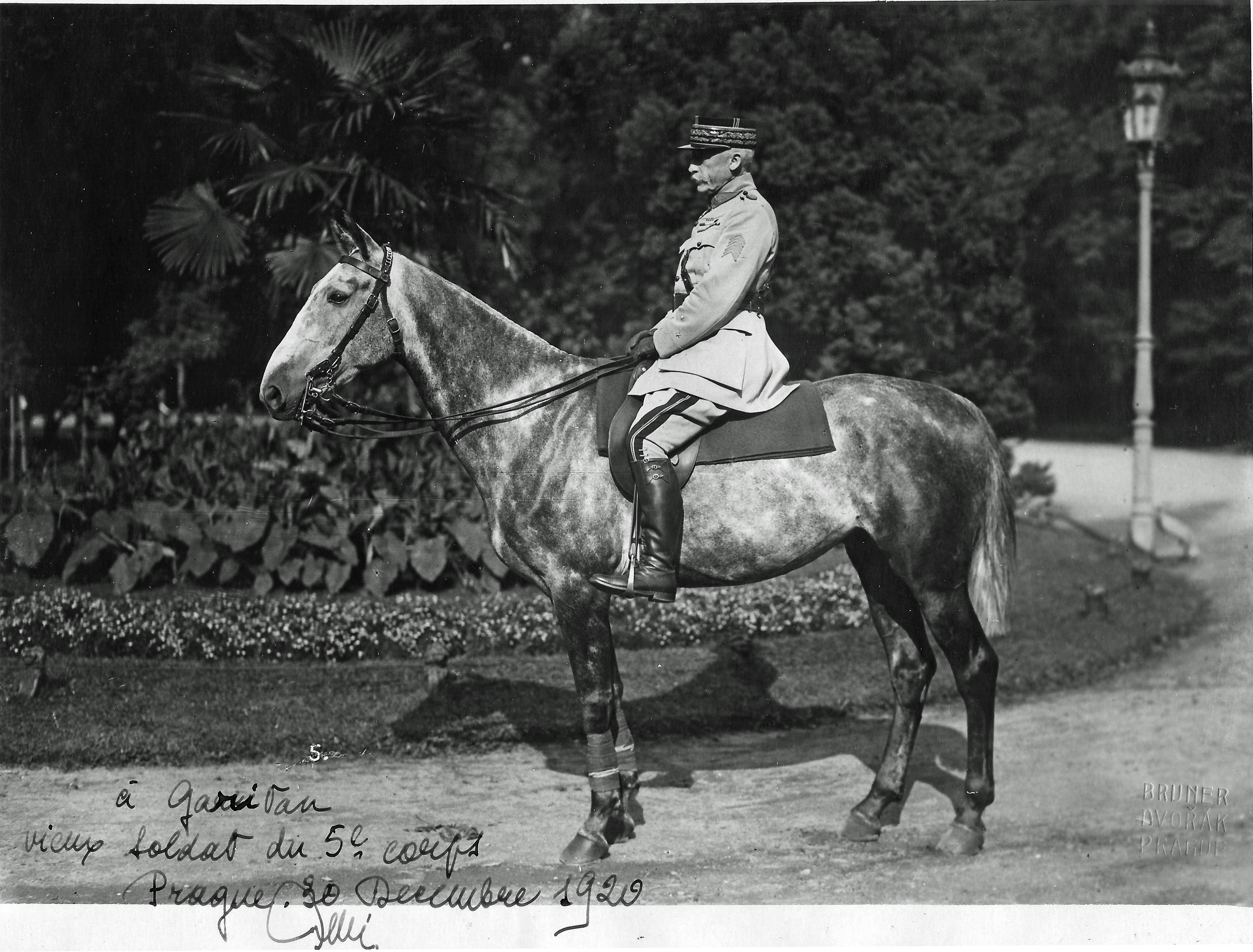
První velitel Francouzské vojenské mise Maurice Pellé v roce 1920

### Vedoucí mise
Po roce 1919 nastoupili do funkce velitele francouzské vojenské mise v Československu tito vojenští důstojníci:
- 1919–1921: Generál Maurice Pellé
- 1921–1926: Generál Eugène Mittelhauser
- 1926–1938: Generál Louis-Eugène Faucher

Zatímco Pellé a Mittelhauser zastávali i funkci náčelníka generálního štábu československé armády, Faucher již tuto funkci nezastával.

### Počet důstojníků
Po příjezdu mise do Prahy čítala 45 členů (v březnu 1919); Nejvyšší počet byl zaznamenán v polovině září 1919 se 146 důstojníky, k 1. lednu 1920 to bylo 135 důstojníků. Poté jejich počet průběžně klesal: 85 důstojníků k 1. lednu 1921, 50 důstojníků k 1. lednu 1925, 7 důstojníků k 1. lednu 1931; k 1. lednu 1938 byli v ČSR ještě 4 francouzští důstojníci.